# Zair (waluta)
Zair – jednostka monetarna istniejąca w Zairze w latach 1967–1997. 1 zair dzielił się na 100 makut (1 likuta=0,01 zairu). Zair został zastąpiony frankiem kongijskim. Istniało kilka serii banknotów.
W obiegu znajdowały się nominały 1, 5, 10, 50 makut oraz 1, 5, 10, 20, 50, 100, 200, 500, 1000, 5000, 10,000, 20,000, 50,000, 100,000, 500,000, 1,000,000 oraz 5,000,000 zairów.